# Analitikus filozófia
Az analitikus filozófia bizonyos, a 20. század elejétől kifejlesztett filozófiai alapvetések gyűjtőfogalma. Ezen alapvetések egy olyan irányzatot jelenítenek meg, mely elsősorban az ideális nyelvvel vagy a mindennapi nyelv analízisével foglalkozott.
Az analitikus filozófia a gondolkodás és a nyelvhasználat analízise, voltaképp a spekulatív filozófia bírálata. Az irányzat korai befolyással bíró képviselői közel álltak a logikai empirizmushoz. A metafizikai fogalmakkal szembeni kétely jellemezte őket. Legkésőbb a 20. század közepe óta használnak analitikus eszközöket egyre inkább a filozófia minden ágában. Főbb képviselői: Bertrand Russell (1872–1970), G. E. Moore (1873–1958), valamint a húszas-harmincas években működő Bécsi Kör filozófusai.
Ami az elméleti alapokat illeti, a kontinentális filozófiától ma már szinte lehetetlen elhatárolni. Ezen filozófiai rendszerek módszerei terén is vitatottak a határok.
Az Egyesült Államokban, az Egyesült Királyságban, Kanadában, Ausztráliában és Új-Zélandon az egyetemi filozófiaintézetek túlnyomó többsége analitikus beállítottságúként határozza meg magát.

## Fogalma
Az analitikus filozófia a 19. század utolsó évtizedeiben létrejött, mára az angolszász országokban az akadémikus filozófia legelfogadottabb, reprezentatív képviselőjének tartott filozófiai irányzat. Az analitikus filozófia elnevezés onnan származik, hogy képviselői kezdetben a filozófiai és természettudományos gondolkodás és nyelvhasználat elemzését (vagyis analízisét) állították tevékenységük központjába. Az irányzat a második világháború végétől különösen az Egyesült Államokban, Angliában és Skandináviában vált népszerűvé.
Tartalmilag, témája szerint az „analitikus filozófia” kifejezés több, bizonyos szempontból rokon és egymást kiegészítő filozófiai elmélet összefoglaló neve: a tudományos pozitivizmusé, a logikai empirizmusé, a logikai atomizmusé, a logicizmusé és a nyelvfilozófiáké. Általában elmondható, hogy az analitikus filozófia tárgya hagyományosan a nyelv és a gondolkodás, főként ebben (és módszereiben, tárgyalásmódjában, stílusában) különbözik a filozófia többi ágától és irányzatától: például az esztétika különféle irányzataitól, a dialektikus materializmustól, a fenomenológiától stb.
Módszerei, stílusa főként abban különböznek a többi filozófiai ágtól és irányzattól, hogy nagy fokú szigorúság, a nyelvi kétértelműségek kínos buzgalommal történő kerülése (és, különösen a korai időkben, az ilyeneket tartalmazó természetes nyelvek „lebecsülése” is), a részletekre való gondos odafigyelés és diszkusszió jellemzi. Ebben hasonlít arra a tudományágra, amelyből eredt és amelyet leginkább a tudományok eszményképének tart: a matematikára, különösen pedig a matematikai logikára.

## A nyelvanalízis módszere
Gottlob Frege munkássága az analitikus tradíció egyfajta programjává vált. Alapvető megközelítését az 1879-es Begriffsschrift (Fogalomírás) c. munkájában így foglalja össze:
Ha a filozófia egyik feladata, hogy megtörje a szavak emberi szellem feletti hatalmát a fogalmi kapcsolatokról kialakított szóhasználatban gyakran szinte elkerülhetetlenül fellépő torzítások leleplezése révén, továbbá a gondolatoknak a pusztán a nyelvi kifejezőeszközök természetét megragadó részétől való megszabadítása révén, úgy Fogalomírásom ezen célokkal bővítve a filozófusok számára egy hasznos munkaeszközzé válhat.
Frege tehát művében a nyelvről mint munkaeszközről és a gondolatok közvetítő eszközéről beszél, melynek rendezetlenségét nagyrészt a mindennapi nyelv strukturálisan meghatározott homályosságához kapcsolja. Gottfried Wilhelm Leibniz egyik gondolatára építve dolgozott a kortársak által lehetetlennek tartott, minden zavartól és kétértelműségtől mentes ideális nyelv mamutvállalkozásán. Ebben a tudományos ismereteket – műveiben elsősorban a logika és az aritmetika ismereteit – precízen, pontosan kell megfogalmazni, továbbá úgy, hogy a beszélgetőpartnerek között félreértés ne fordulhasson elő. Ezt a hagyományt, mely Wittgenstein híres „Tractatus Logico-Philosophicus“ (1921) c. műve mellé állítható, az ideális nyelv filozófiájának nevezzük, mert a logika és a matematika eszközeivel próbál egy kétértelműségektől mentes, konzisztens formális nyelvet létrehozni, melyben a nemnyelvi valóságra való utalásnak is egyértelműen meghatározhatónak kell lennie. Bertrand Russell és Rudolf Carnap (1891–1970) is ezt a célt követték filozófiai koncepcióikkal.
A terv azonban megbukott, amikor lehetetlennek bizonyult egy olyan formális nyelv létrehozása, mely annyira átfogó és annyira széleskörű kifejezőeszköztárral rendelkezik, mint a beszélt hétköznapi nyelv. Idővel elvi kritikák is érték a tervet, mely arra utalt, hogy a logika egy túlságosan korlátozott eszköz ahhoz, hogy az emberi beszédet teljesen felölelje. G. E. Moore nyomdokain haladva először Ludwig Wittgenstein kései, 1953-as "Filozófiai vizsgálódások" c. művében és az oxfordi Gilbert Ryle vetették el a nyelv és a filozófia zavaraitól való megtisztítása céljából egy tisztán logikai formális nyelv létrehozatalának gondolatát. Ehelyett a mindennapi nyelv elemzését és kritikai leírását propagálták ígéretesebb filozófiai módszerként.
A két tradíciót az egyszerű, érthető beszéd és az ellenőrizhető kijelentésekkel kísért, részletes munka megbecsülése egyesíti. Az analitikus filozófia ilyen értelemben inkább módszertani alapállás mint probléma- vagy eszmespecifikus iskola, míg a nyelvanalízis mint egy "prima philosophia" az analitikus filozófiai irányzatok között értendő.

## Története

### Kialakulása
Előfutárai és korai művelői, mint Gottlob Frege és Bertrand Russell, elsősorban matematikusok és logikatudósok voltak, és a matematika alapjainak vizsgálata során találkoztak azzal a kérdéskörrel, miképp viszonyul a nyelv és a logika a megismeréshez és az igazsághoz. Különösen Frege művei és Ludwig Wittgenstein fő műve, az 1921-es „Tractatus logico-philosophicus“ tartoznak az analitikus filozófia közvetlen alapítószövegei közé.
Másképp mondva, a „Mik a matematika alapjai?” általános kérdés felvetődése – mely a nemeuklideszi geometria felfedezése és a valós függvények vizsgálata során felbukkant ellentmondások miatt nagyon is fontossá vált a matematikusok számára ez időszakban – rengeteg olyan konkrétabb, partikulárisabb kérdést nyitott meg, melyek megválaszolása váratlan nehézségekbe ütközött.
- Mit jelent, hogy egy matematikai objektum létezik vagy nem létezik?
- Egyáltalán mit jelent, hogy egy elvont dolog (mint például egy ország, a "ló" fogalma, egy „hétfejű sárkány”, általában valami nem kézzelfogható dolog) létezik vagy nem létezik?
- Mik a helyes és mik a helytelen érvelés és bizonyítás ismertetőjelei? (Ez nem is csak a matematika számára fontos kérdés!)
- És így tovább.

Ezek a rejtélyek lényegében véve máig megoldatlanok (ld. még a matematikafilozófia c. linket).
Ezen problémák napvilágra bukkanása a nyelvnek a valóság leírásában, a gondolkodásban és megismerésben betöltött szerepére irányította a filozófia figyelmét. Az analitikus filozófusok egyik törekvése a valóságnak a nyelv és a logika szempontjából, a nyelv- és gondolkodásleírás (szemiotika, formális logika) eszközeivel való leírása (analízise) volt, azaz a nyelv és a logika filozófiai vizsgálata. Később pedig, minthogy a matematika akkoriban igen sikeres, befolyásos és divatos tudománynak számított, és sok filozófus a tudomány minta- és példaképét látta benne, a filozófia tudományát próbálták meg egzaktabbá tenni a nyelvleírás és a logika eszközeivel.

### Korszakai
Napjainkig tartó fejlődése során az analitikus filozófia három, egymással párhuzamosan is létező alapvető változatban jelentkezett.
A logicista őskorszakot az 1800-as évek második fele és a huszadik század első néhány évtizede jelentette, említettük Frege, Russel és társaik nevét.
A szimbolikus analista korszak. Az első, az 1950-es évek első feléig domináló irányzat az optimizmus korának gyermeke: az analitikus filozófusok elsősorban Frege, Russel és a korai Wittgenstein nyomdokain haladva a szimbolikus logikára irányították a figyelmüket, a logikai elemzés filozófiai lehetőségeit hangsúlyozva. Ennek az alirányzatnak legismertebb képviselői az ún. Bécsi Kör tagjai, mint Wittgenstein, Carnap, vagy a matematikafilozófus Gödel.
A „naturális” analista irányzat Az első, optimista korszak végén napvilágra került ellentmondások (a naiv halmazelméleten és logikán belül felbukkant paradoxonok, Gödel nemteljességi tételei stb.) azonban megrengették a matematika tudományának épületét, megingatták vagy módosították az addigi eredményeket. Az analitikus filozófia második, az 1970-es évek első feléig uralkodó változatában a néhány korábbi tanítását visszavonó és a nyelv társadalmi szerepét hangsúlyozó kései Wittgenstein hatására az analitikus filozófusok mindinkább eltávolodnak a formalista módszertől, a hétköznapi nyelvhasználat különböző módjainak nyelvi elemzését és e nyelvhasználatban megtestesülő bonyolult fogalmi összefüggések feltárását tekintve a filozófia központi feladatának.
A „mentális” analista irányzat Az analitikus filozófia legújabb fejlődési stádiumában pedig a kortárs megismerés- és nyelvpszichológia hatására a nyelvhasználat analíziséről a nyelv által kifejezett, de a nyelvnél alapvetőbb realitásnak tekintett mentális világ elemzésére helyeződik hangsúly. Az újonnan megszülető tudatfilozófiai megközelítések révén az analitikus filozófia napjainkra tematikáját és módszertanát tekintve nyitottabbá válik és közeledést mutat más filozófiai hagyományok felé.

## Újabb fejlemények
Egy, a bemutatott tendenciákat folytató fiatalabb generáció mellett az 1980-as évek óta léteznek filozófusok, akik bizonyos analitikus filozófusok beszédkoncepcióját és nyelvanalízissel kapcsolatos módszertani orientációját kritizálják. Az egyik gyakori vádpont a nyelv és a gondolkodás történelmi hátteréről és kulturális beágyazottságáról való megfeledkezés (lásd posztanalitikus filozófia, kontinentális filozófia).
Amennyiben az analitikus filozófiát egy, a kezdetektől egy sajátos irányzatra felépített tradícióként értelmezzük, úgy általános irányvételét kritikusan szemlélhetjük. Az egyes tartalmi kérdésektől eltekintve ezen irányzatra bizonyos tendenciák jellemzőek. Ezen tendenciák, tulajdonságok léte nem minden filozófus számára egyértelmű, mégis elsősorban újabban képezik kritikai elemzés alapját. Az is vita tárgya, hogy a kontinentális filozófiát le lehet-e határolni az analitikus filozófiától utóbbi tulajdonságai miatt, ill. hogy van-e ennek értelme.

### Filozófiatörténeti háttér
„A különböző analitikus tradíciókhoz tartozó filozófusokra könnyű úgy tekinteni, mint akik a szélesebb emberi jelentőséget nélkülöző apró technikai problémákra pazarolják precizitásukat és éleselméjűségüket, míg a hermeneutikai és dekonstruktivista gondolkodókról gyakran úgy vélekedünk, hogy dagályos halandzsába csomagolt ködös általánosságokkal üzérkednek, melyek inkább összezavarják, mintsem tisztázzák fogalmainkat.”

– Jaakko Hintikka

Gilbert Harman egyszer azt írta irodája falára, hogy: "History of Philosophy: Just say no!" („Filozófiatörténet: Mondj rá egyszerűen nemet!“). Harman a valóságban azonban egy jóval kevésbé provokatív álláspontot képvisel. A felhívás ugyanakkor úgy is értelmezhető, hogy az analitikus filozófia néhány radikális képviselője a filozófiatörténettel való mindennemű foglalkozást feleslegesnek tartott és elutasított.
A korai analitikus filozófusok ilyen elutasításainak egyik oka az volt, hogy szerintük a beszédkritikai fordulattal régi fogalmak bizonyos tekintetben meghaladottá váltak, mivel olyan metafizikai spekulációkba bonyolódtak, melyek a filozófiai alapkérdések megvilágítása szempontjából hátrányosnak bizonyultak. Az utóbbi néhány évtizedben az analitikus filozófiában legkevésbé jártas filozófusok kötődnek még mindig ehhez a dogmához. Fennmaradt azonban egy gyakran megvalósuló munkamegosztás a rendszerszintű és kifejtő jellegű kutatási súlypontok között. Még ha a filozófiatörténetet nem is a rendszerszintű megközelítésre hátrányosként fogják fel, akkor is inkább meghagynák főleg vagy kizárólag a szakemberek számára. Ezenkívül sok analitikus filozófus a kultúra- és tudománytörténet témái helyett a természet- és társadalomtudományok aktuális elméleteivel és állításaival foglalkozik.
Ezzel szemben sok történeti szemléletű filozófus a filozófiatörténetnek a mindig jelenlévő szisztematikus filozófia számára meglévő különleges relevanciáját hangsúlyozza. Ezt a német, ill. az egész kontinentális filozófiai akadémiai hagyomány mindig is hangsúlyozta.
Richard Rorty például egy olyan filozófus, aki először analitikus filozófiát tanult és releváns témákban publikált, majd kb. 1967-től egyre inkább olyan tézisek és módszerek mellett kötelezte el magát, melyeket inkább kontinentális filozófusok képviselnek. Rorty, aki 1998-ban a Stanford komparatisztikai fakultására váltott, kései felszólalásaiban az akadémikus- és különösen az analitikus filozófia sok alapelvétől eltávolodott és a történelmi szövegekkel való komolyabb foglalkozásra buzdított: "Az anglo-amerikai filozófia minden narratívát megismételt, melyet elutasított elolvasni. Nekünk azonban szükségünk van minden segítségre, melyhez hozzájuthatunk, hogy kitörhessünk abból az időkapszulából, melybe fokozatosan bezárjuk magunkat."
A filozófiatörténeti kutatási súlypontok elvetése ugyanakkor az analitikus filozófia tradicionális, ill. jelenlegi iskoláihoz való hozzárendelésnek nem szükséges és nem elégséges kritériuma.